# Associazione Calcio Padova 1938-1939
Questa voce raccoglie le informazioni riguardanti la Associazione Calcio Padova nelle competizioni ufficiali della stagione 1938-1939

## Stagione
Il Padova terminò il campionato di Serie B al nono posto, mentre in Coppa Italia fu eliminato ai sedicesimi di finale dalla Juventus.

## Rosa
| N. |                   | Ruolo | Calciatore          |
| -- | ----------------- | ----- | ------------------- |
|    | Italia (bandiera) | P     | Giovanni Cavasin    |
|    | Italia (bandiera) | P     | Carlo Visintin      |
|    | Italia (bandiera) | D     | Oreste Chinol       |
|    | Italia (bandiera) | D     | Giuseppe De Marchi  |
|    | Italia (bandiera) | D     | Tullio Duimovich    |
|    | Italia (bandiera) | D     | Zefferino Grassetto |
|    | Italia (bandiera) | D     | Carlo Pedretti      |
|    | Italia (bandiera) | C     | Gioacchino Bettini  |
|    | Italia (bandiera) | C     | Umberto Menti       |
|    | Italia (bandiera) | C     | Bruno Rossi         |

| N. |                   | Ruolo | Calciatore           |
| -- | ----------------- | ----- | -------------------- |
|    | Italia (bandiera) | C     | Piero Veratti        |
|    | Italia (bandiera) | C     | Osvaldo Trebbi       |
|    | Italia (bandiera) | A     | Vittorio Benelle     |
|    | Italia (bandiera) | A     | Gino Cappello        |
|    | Italia (bandiera) | A     | Amedeo Degli Esposti |
|    | Italia (bandiera) | A     | Nerino Lazzarini     |
|    | Italia (bandiera) | A     | Ermenegildo Orzan    |
|    | Italia (bandiera) | A     | Giuseppe Pavan       |
|    | Italia (bandiera) | A     | Mario Rampazzo       |
|    | Italia (bandiera) | A     | Renato Sanero        |

## Risultati

### Serie B

#### Girone di andata
| Arbitro: | Scotto (Savona) |

|                       |           |              |
| Pavan 21’ Menti I 84’ | Marcatori | 24’ Villotti |

| Firenze 25 settembre 1938 2ª giornata                                           | Fiorentina | 3 – 1 referto | Padova | Stadio Giovanni Berta |
| \| \| \| \| \| Celoria 40’ Di Benedetti 51’, 58’ \| Marcatori \| 75’ Menti I \| |            |               |        |                       |
|                                                                                 |            |               |        |                       |
| Celoria 40’ Di Benedetti 51’, 58’                                               | Marcatori  | 75’ Menti I   |        |                       |

| Arbitro: | Limido (Milano) |

|                         |           |  |
| Degli Esposti Orzan 79’ | Marcatori |  |

| Arbitro: | Leoni (Milano) |

|           |           |  |
| Orzan 54’ | Marcatori |  |

| Arbitro: | Carminati (Milano) |

|  |           |                   |
|  | Marcatori | 62’ Degli Esposti |

| Arbitro: | Biancone (Roma) |

|                   |           |                          |
| Degli Esposti 15’ | Marcatori | ?’, ?’ Rebuzzi 55’ Crola |

| Arbitro: | Mastellari (Bologna) |

|                                     |           |              |
| Pernigo 40’, 83’ Tortora 74’ (rig.) | Marcatori | 55’ Cappello |

| Arbitro: | Saracini (Ancona) |

|            |           |                         |
| Chinol 64’ | Marcatori | 47’ Amadei 57’ Nicolosi |

| Arbitro: | Gnocchini (Como) |

|                  |           |                            |
| Biraghi 13’, 74’ | Marcatori | 33’ Degli Esposti Cappello |

| Arbitro: | Scotto (Savona) |

|                                                    |           |             |
| Cappello 26’ Chinol 29’ Orzan 60’ Menti I 69’, 72’ | Marcatori | 47’ Robotti |

| Arbitro: | Soliani (Genova) |

|              |           |             |
| Di Prisco 9’ | Marcatori | 64’ Veratti |

| Casale Monferrato 18 dicembre 1938 12ª giornata                       | Casale    | 0 – 3 referto                       | Padova | Stadio Natale Palli |
| \| \| \| \| \| \| Marcatori \| 63’ Cappello 76’ Verratti 82’ Orzan \| |           |                                     |        |                     |
|                                                                       |           |                                     |        |                     |
|                                                                       | Marcatori | 63’ Cappello 76’ Verratti 82’ Orzan |        |                     |

| Arbitro: | Bertolio (Torino) |

|                                          |           |                       |
| Orzan 19’ Degli Esposti 55’ Cappello 69’ | Marcatori | 2’ Ussello 34’ Coccia |

| Arbitro: | Leoni (Milano) |

|                                            |           |                       |
| Nicolini 18’ Bertoni 25’ Faccenda 29’, 86’ | Marcatori | 8’ Cappello 17’ Menti |

| Arbitro: | Limido (Milano) |

|                                                     |           |                                |
| Degli Esposti 5’, 19’ Orzan 37’ Cappello 67’ (rig.) | Marcatori | 39’ (rig.) Diotalevi 75’ Monti |

| Arbitro: | Soliani (Genova) |

|           |           |             |
| Orzan 86’ | Marcatori | 31’ Bandini |

| Arbitro: | Pirovano (Monza) |

|                    |           |  |
| Acquarone 25’, 56’ | Marcatori |  |

#### Girone di ritorno
| Arbitro: | Bertolio (Torino) |

|                 |           |  |
| Poggipollini 6’ | Marcatori |  |

| Arbitro: | Moretti (Genova) |

|                  |           |                                    |
| Orzan 87’ (rig.) | Marcatori | 55’ Menti II 65’, 89’ Di Benedetti |

| Arbitro: | Salvatori (Roma) |

|            |           |  |
| Valese 58’ | Marcatori |  |

| Arbitro: | Carminati (Milano) |

|                            |           |           |
| Costenaro 33’ Di Falco 52’ | Marcatori | 22’ Pavan |

| Arbitro: | Ceccherini |

|                                            |           |             |
| Degli Esposti 38’ Orzan 82’, 87’ Menti 88’ | Marcatori | 4’ Zuccotti |

| Arbitro: | Dellarole (Roma) |

|                                              |           |           |
| De Manzano 19’, 73’ Calzolai 49’ Vantini 63’ | Marcatori | 43’ Orzan |

| Arbitro: | Zelocchi (Modena) |

|                  |           |             |
| Orzan 57’ (rig.) | Marcatori | 90’ Pernigo |

| Arbitro: | Scotto (Savona) |

|                |           |           |
| Fornasaris 65’ | Marcatori | 66’ Orzan |

| Arbitro: | Leoni (Milano) |

|                               |           |            |
| Pavan 33’ Lazzarini Menti 75’ | Marcatori | 85’ Quario |

| Arbitro: | Fois (Roma) |

|            |           |  |
| Robotti 2’ | Marcatori |  |

| Arbitro: | Rossi |

|                   |           |  |
| Degli Esposti 51’ | Marcatori |  |

| Arbitro: | Mocchi |

|                                  |           |  |
| Cappello 32’, 81’ Orzan 46’, 72’ | Marcatori |  |

| Arbitro: | Marsiani |

|                          |           |  |
| Porcelli 15’ Ussello 71’ | Marcatori |  |

| Arbitro: | Fois (Roma) |

|                             |           |             |
| Orzan 52’ Degli Esposti 72’ | Marcatori | 59’ Bertoni |

| Arbitro: | Rosso |

|                   |           |               |
| Rossetti 51’, 59’ | Marcatori | Degli Esposti |

| Arbitro: | Carminati (Milano) |

|  |           |             |
|  | Marcatori | 30’ Benelle |

| Arbitro: | Viarengo (Asti) |

|                                      |           |                                          |
| Degli Esposti 8’, 23’, 79’ Pavan 40’ | Marcatori | 61’ (rig.) Simontacchi 73’ Frione Rufino |

### Coppa Italia
| Arbitro: | Curradi (Firenze) |

|                                 |           |             |
| Menti 14’ Degli Esposti ?’, 77’ | Marcatori | 82’ Ussello |

| Arbitro: | Pirovano (Monza) |

|           |           |                       |
| Orzan 18’ | Marcatori | 70’, 75’, 85’ Gabetto |

## Statistiche

### Statistiche di squadra
| Competizione | Punti | In casa | In casa | In casa | In casa | In casa | In casa | In trasferta | In trasferta | In trasferta | In trasferta | In trasferta | In trasferta | Totale | Totale | Totale | Totale | Totale | Totale | DR |
| Competizione | Punti | G       | V       | N       | P       | Gf      | Gs      | G            | V            | N            | P            | Gf           | Gs           | G      | V      | N      | P      | Gf     | Gs     | DR |
| ------------ | ----- | ------- | ------- | ------- | ------- | ------- | ------- | ------------ | ------------ | ------------ | ------------ | ------------ | ------------ | ------ | ------ | ------ | ------ | ------ | ------ | -- |
| Serie B      | 35    | 17      | 12      | 2       | 3       | 40      | 22      | 17           | 3            | 3            | 11           | 16           | 29           | 34     | 15     | 5      | 14     | 56     | 51     | +5 |
| Coppa Italia |       | 2       | 1       | 0       | 1       | 4       | 4       | -            | -            | -            | -            | -            | -            | 2      | 1      | 0      | 1      | 4      | 4      | 0  |
| Totale       |       | 19      | 13      | 2       | 4       | 44      | 26      | 17           | 3            | 3            | 11           | 16           | 29           | 36     | 16     | 5      | 15     | 60     | 55     | +5 |

### Statistiche dei giocatori
| Giocatore        | Serie B  | Serie B | Coppa Italia | Coppa Italia | Totale   | Totale |
| Giocatore        | Presenze | Reti    | Presenze     | Reti         | Presenze | Reti   |
| ---------------- | -------- | ------- | ------------ | ------------ | -------- | ------ |
| V. Benelle       | 5        | 1       | 0            | 0            | 5        | 1      |
| G. Bettini       | 29       | 0       | 0            | 0            | 29       | 0      |
| G. Cappello      | 32       | 10      | 2            | 0            | 34       | 10     |
| G. Cavasin       | 16       | -?      | 2            | -4           | 18       | -4+    |
| O. Chinol        | 31       | 2       | 2            | 0            | 33       | 2      |
| A. Degli Esposti | 33       | 14      | 2            | 2            | 35       | 16     |
| G. De Marchi     | 28       | 0       | 2            | 0            | 30       | 0      |
| T. Duimovich     | 17       | 0       | 1            | 0            | 18       | 0      |
| Z. Grassetto     | 29       | 0       | 2            | 0            | 31       | 0      |
| N. Lazzarini     | 1        | 1       | 0            | 0            | 1        | 1      |
| U. Menti         | 34       | 6       | 2            | 1            | 36       | 7      |
| E. Orzan         | 29       | 17      | 2            | 1            | 31       | 18     |
| G. Pavan         | 12       | 3       | 0            | 0            | 12       | 3      |
| C. Pedretti      | 7        | 0       | 1            | 0            | 8        | 0      |
| M. Rampazzo      | 1        | 0       | 0            | 0            | 1        | 0      |
| B. Rossi         | 29       | 0       | 2            | 0            | 31       | 0      |
| R. Sanero        | 1        | 0       | 0            | 0            | 1        | 0      |
| O. Trebbi        | 10       | 0       | 0            | 0            | 10       | 0      |
| P. Veratti       | 12       | 2       | 2            | 0            | 14       | 2      |
| C. Visintin      | 18       | -?      | 0            | 0            | 18       | 0+     |